# Слободанка Груден
Слободанка Груден (рођ. Милић; Београд, 2. јул 1940) српска је лекарка и политичарка, друштвено-политичка радница СР Србије и председница Скупштине града Београда, од 1992. до 1994. године.

## Биографија
Рођена је 2. јула 1940. године у Београду. У току Другог светског рата, њени родитељи су били у заробљеништву. Након основне школе је завршила Пету београдску гимназију. Још у току гимназијских дана, била је друштвено активна. Била је ангажована у Црвеном крсту, а аматерски се бавила и глумом у дечијој групи позоришта „Бошко Буха”.
На Медицинском факултету у Београду је дипломирала 1966. године. Специјализирала је 1976, а 1984. године је постала примаријус. Још као студенткиња постала је члан Савеза комуниста. Била је политички активна на Универзитету, од када датира и њено познанство са Слободаном Милошевићем.
У више мандата је била секретар општинских организација Савеза комуниста. Била је члан Универзитетског комитета и Општинског комитета Савеза комуниста Врачара, а једно време и председник Друштвено-политичког већа Скупштине општине Земун. Године 1986. је постала члан Председништва СК Београда, а септембра 1987. године након смене Драгише Павловића Буце, на Осмој седници ЦК СКС, била је в.д. председник Градског комитета Савеза комуниста Београда.
Била је члан Председништва Централног комитета Савеза комуниста Србије, а након јула 1990. године када је СК Србије трансформисан у Социјалистичку партију Србије, постала је њен члан и била члан Главног одбора СПС. Јуна 1992. године је била изабрана за председницу Скупштине града Београда као прва жена која се налазила на челу Београда. На чело града дошла је у изузетно тешком тренутку — држава је била под санкцијама и ембаргом, што је узроковало несташицу горива, лекова, намирница и др. Уз много тешкоћа, са малим градским буџетом, успела је да одржи систем у двомилионском граду.
Функцију председника Скупштине града обављала је и након градских избора, одржаних децембра 1992. године. У току мандата, марта 1993. године је дошла у сукоб с Мирјаном Марковић, па је услед политичких притисака јула 1994. године поднела оставку. На функцији председника Скупштине града Београда заменио је дотадашњи председник Извршног одбора Скупштине града Небојша Човић.
Након оставке, вратила се професионалном раду. У току професионалне каријере налазила се функцијама — потпредседника Секције за трансфузиологију у Српском лекарском друштву, председника Стручне комисије за трансфузиологију при Министарству здравља Србије, начелника Службе за трансфузију КБЦ Земун, председника Црвеног крста Србије и др. Пензионисана је 2001. године. Аутор је 120 стручних радова у домаћим и страним часописима.
Од 1964. године је браку са глумцем Александром Сашом Груденом, са којим има две ћерке — Алису и Мају. Живи на Новом Београду.
Одликована је Орденом рада, а добитница је Златне значке Социјалистичког савеза радног народа Србије, 1982. и Златног знака југословенског Црвеног крста, 1972. године.